# Petar Gluhakovic
Petar Gluhakovic (25 maart 1996) is een Oostenrijks voetballer van Kroatische origine. 
Gluhakovic werkte zijn jeugdopleiding af bij FK Austria Wien, waar hij met het elftal voor spelers onder 19 tijdens de UEFA Youth League 2013/14 de achtste finales bereikte. In 2014 werd hij voor een half seizoen uitgeleend aan tweedeklasser SKN Sankt Pölten. 
Voor het Europees kampioenschap onder 19 in 2015 maakte Gluhakovic deel uit van de Oostenrijkse selectie.

## Clubstatistieken
| Seizoen | Club             | Competitie | Competitie | Competitie | Beker | Beker | Internationaal | Internationaal | Totaal | Totaal |
| Seizoen | Club             | Competitie | Wed.       | Dlp.       | Wed.  | Dlp.  | Wed.           | Dlp.           | Wed.   | Dlp.   |
| ------- | ---------------- | ---------- | ---------- | ---------- | ----- | ----- | -------------- | -------------- | ------ | ------ |
| 2014/15 | SKN Sankt Pölten | Erste Liga | 5          | 0          | 0     | 0     | —              | —              | 5      | 0      |
| 2014/15 | FK Austria Wien  | Bundesliga | 0          | 0          | 0     | 0     | —              | —              | 0      | 0      |
| Totaal  | Totaal           | Totaal     | 5          | 0          | 0     | 0     | 0              | 0              | 5      | 0      |

Bijgewerkt op 23 juni 2015.